# ソラニン
ソラニン（英: solanine）とは、主にナス科の植物に含まれるステロイドアルカロイドの1種である。分子式は C45H73NO15、分子量 868.07、CAS登録番号は 20562-02-1。
ジャガイモの表皮や芽、ホオズキ、イヌホオズキなどに含まれている。なお、トマトの葉には類似物質のトマチンが含まれる。現在では、ポテトグリコアルカロイド(PGA)と呼ばれ、α-ソラニンとα-チャコニン（カコニン、英: α-chaconine）が該当する。

## 毒性
神経に作用する毒性を持ち、中毒になると溶血作用を示し、頻脈、頭痛、嘔吐、胃炎、下痢、食欲減退などを起こす。可逆的ではあるものの、コリンエステラーゼ阻害作用もある。この他、ハムスターによる動物実験では、催奇性が報告されている。
成人の中毒量はおよそ 200–400 mg、小児の場合はその約10分の1程度と推定されている。低血圧、神経症状の兆しがあれば 24時間の入院観察を要する。大量に摂取した場合は、昏睡状態に陥り、死亡する場合もある。

### 中毒の防止法
市販ジャガイモの含有量は、皮部約 50 mg、可食部 100 gあたり平均約 1.5 mgであるが、自家栽培では含有量の多い小型のものが多いため、皮部約 70 mg、可食部 100 gあたり平均約 45 mg（30〜90 mg）である。100g中の含有量が20 mgを超えるものは、食用に用いないのが望ましい。
特にジャガイモにおいて、必要な対策（芽をえぐる、含有量の多い小いもを避ける、皮部の非食用、日陰の保存、切った後に良く洗い流す等）を取らずに調理し、中毒する例が多い。中毒に至る量の少ない小児にジャガイモを与える場合には、より注意を要する。

### 中毒時の治療
胃洗浄を行ったり、吸着剤や下剤を投与する。解毒剤や拮抗剤の投与は行わない。